# سفارة إستونيا في أستراليا
سفارة إستونيا في أستراليا هي أرفع تمثيل دبلوماسي لدولة إستونيا لدى أستراليا. تقع السفارة في Yarralumla, Australian Capital Territory ‏ وهي تهدف لتعزيز المصالح الإستونية في أستراليا.

## وصلات خارجية
- الموقع الرسمي
- قائمة سفارات إستونيا
- قائمة السفارات في أستراليا